# Lyoni Szent Eucherius
Lyoni Szent Eucherius (380 körül – 449) szentként tisztelt galliai püspök, ókeresztény író.
A galliai Lyon város püspökeként működött. Két exegetikai műve maradt fennː az allegorikus exegézishez készítette mintákat tartalmazó Formulae spiritalis intelligentiae, illetve az Instructiones ad Salonium 2 könyve. A mű 2. könyvében Eucherius a zsidó és a görög szavakat magyarázza Szent Jeromos szerint.
Eucheriusnak két kisebb, aszketikus értekezéseket tartalmazó irata is fennmaradt De laude heremi és De contemptu mundi címmel. Ezenkívül létezik még egy írása (Passio Agaunensium martyrum).
Eucheriust a római katolikus egyház szentként tiszteli, és november 16-án üli meg az emlékét.